# Problepsis plenorbis
Problepsis plenorbis är en fjärilsart som beskrevs av Louis Beethoven Prout 1917. Problepsis plenorbis ingår i släktet Problepsis och familjen mätare. Inga underarter finns listade i Catalogue of Life.

## Bildgalleri

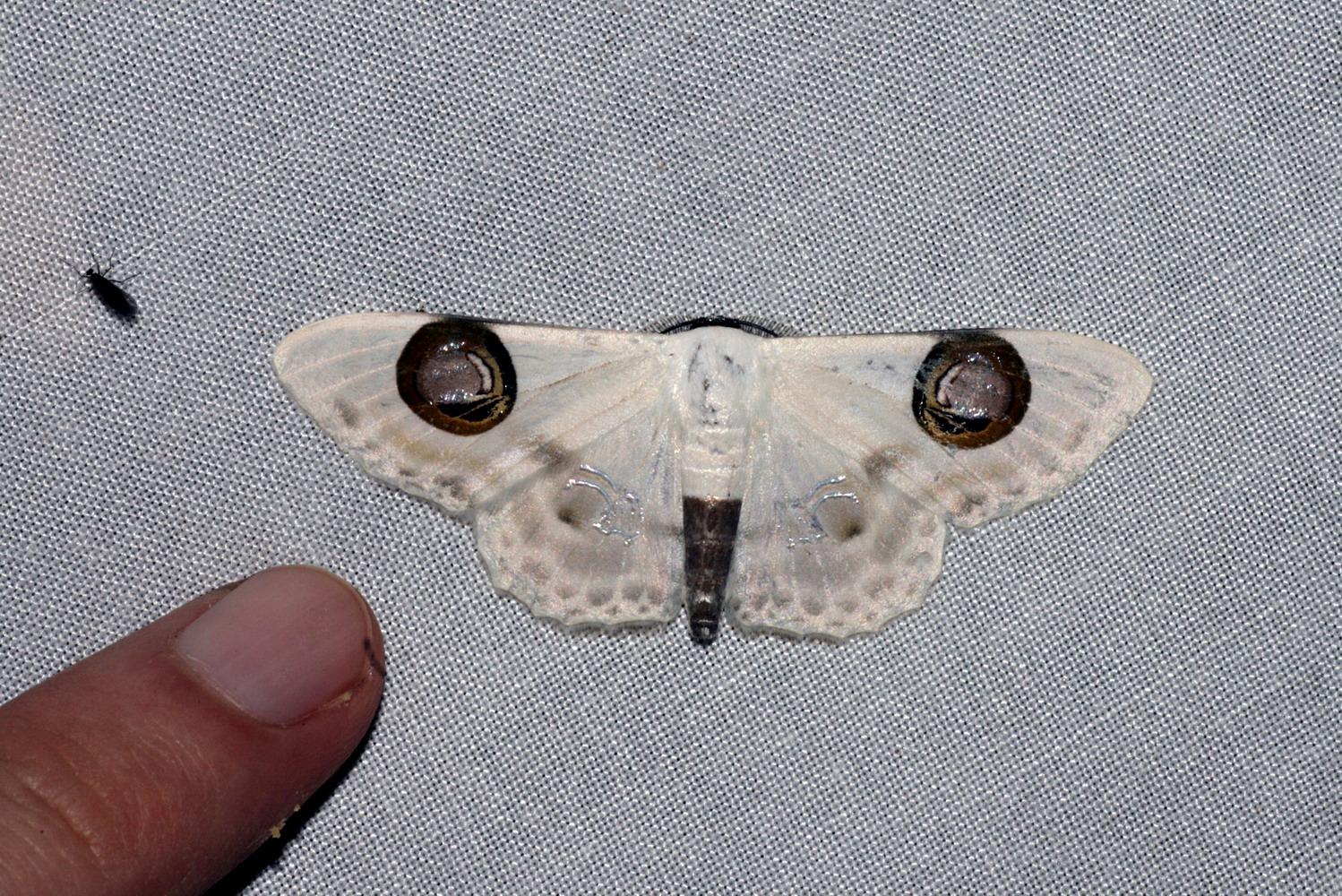
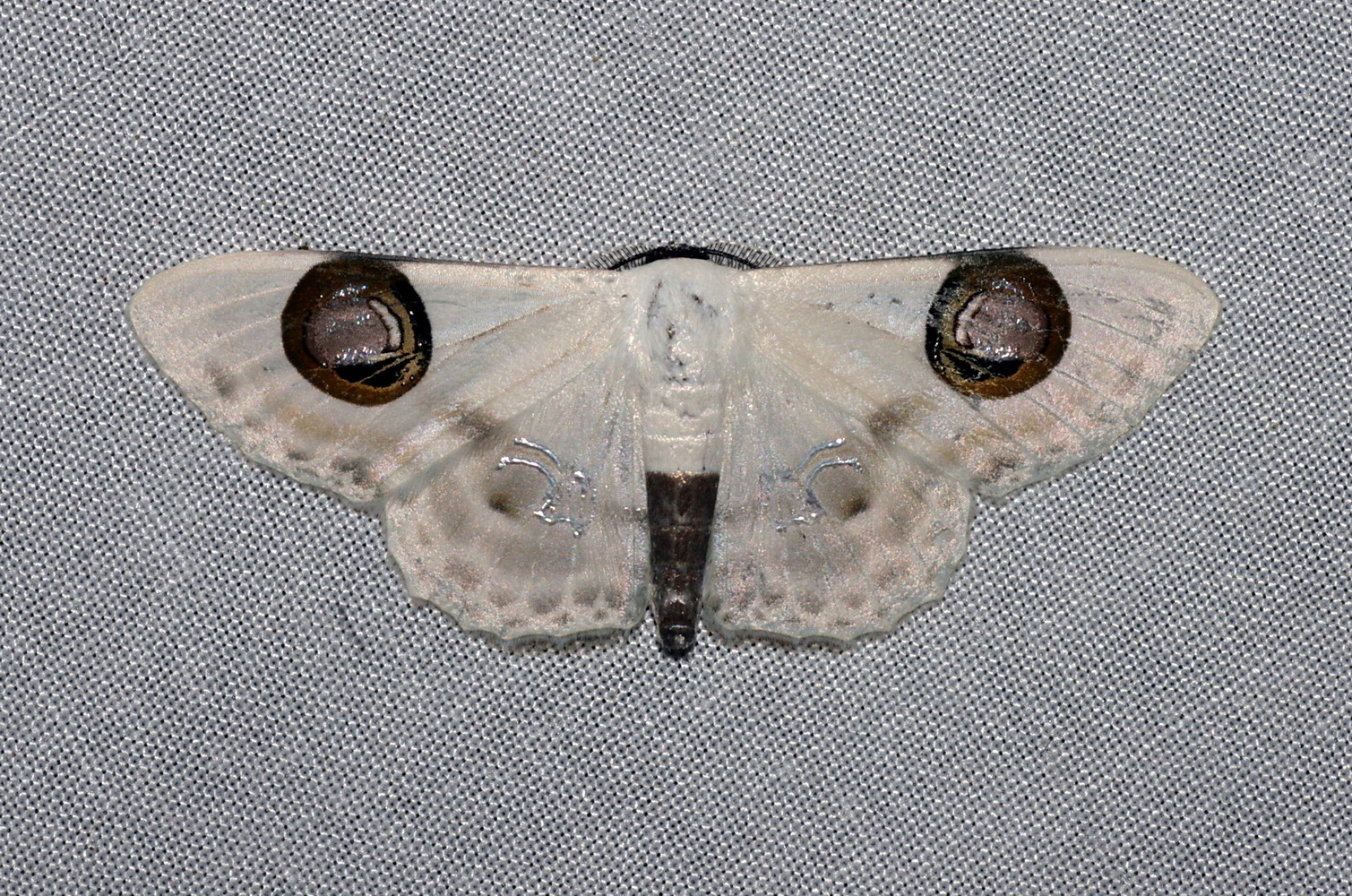